# Vela nos Jogos Olímpicos de Verão de 1920 - Dinghy 18 pés
As provas da classe Dinghy 18 pés da vela nos Jogos Olímpicos de Verão de 1920 estavam previstas para ocorrer entre 7 e 10 de julho daquele ano em Oostende, na Bélgica. Quatro corridas foram programadas em cada tipo. No total, dois velejadores, em um barco, de uma nação inscrita competiram.

## Calendário
| ● | Competições desportivas | ● | Finais |

| Data                      | Julho | Julho | Julho | Julho  |
| Data                      | 7 Qua | 8 Qui | 9 Sex | 10 Sáb |
| ------------------------- | ----- | ----- | ----- | ------ |
| Dinghy 18'                | ●     | ●     | ●     | ●      |
| Total de medalhas de ouro |       |       |       | 1      |

## Configuração do curso
O percurso na figura a seguir foi usado durante as regatas olímpicas da classe Dinghy 18' de 1920:

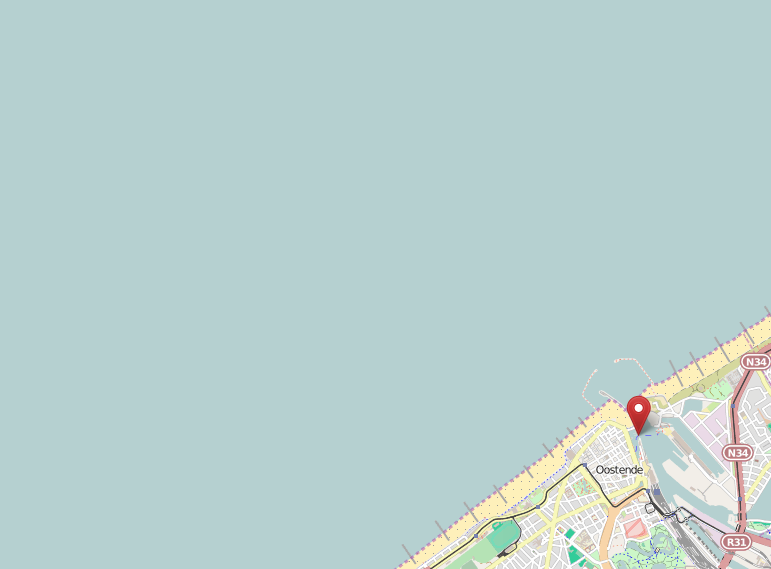
Área do curso

## Medalhistas
A dupla britânica Francis Richards e Thomas Hedberg foi a única equipe a largar a corrida desta classe e, portanto, conquistou a medalha de ouro.
|  | GBR Grã-Bretanha                |  |        |  |        |
|  | Francis Richards Thomas Hedberg |  | nenhum |  | nenhum |

## Resultados

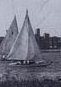
Único registro da classe Dinghy 18'.

Estes foram os resultados da competição:
| Pos.            | Tripulação                      | Iot                | Regata I | Regata I | Regata II | Regata II | Regata III | Regata III | Regata IV | Regata IV | Final |
| Pos.            | Tripulação                      | Iot                | Pos.     | Pontos   | Pos.      | Pontos    | Pos.       | Pontos     | Pos.      | Pontos    | Total |
| --------------- | ------------------------------- | ------------------ | -------- | -------- | --------- | --------- | ---------- | ---------- | --------- | --------- | ----- |
| Medalha de ouro | Francis Richards Thomas Hedberg | Reino Unido · Brat | DNF      | 2        | DNC       | 2         | DNC        | 2          | DNC       | 2         | 8     |